# Epilampra hualpensis
Epilampra hualpensis är en kackerlacksart som beskrevs av Antonio Lorenzo Uribe Uribe 1978. Epilampra hualpensis ingår i släktet Epilampra och familjen jättekackerlackor. Inga underarter finns listade i Catalogue of Life.